# ZTE Warp Sequent
De ZTE Warp Sequel is een smartphone van het Chinese bedrijf ZTE en werd geïntroduceerd in september 2012. De telefoon is de opvolger van de ZTE Warp.

## Buitenkant
De Warp Sequel wordt bediend door middel van een capacitief touchscreen. Dit tft-scherm heeft een resolutie van 540 bij 960 pixels en heeft een schermdiagonaal van 4,3 inch. Onderaan het scherm zijn drie aanraakgevoelige knoppen te vinden: van links naar rechts de terugknop, de thuisknop en de menuknop. Met 9,9 millimeter heeft de telefoon, in vergelijking tot andere smartphones, een normale dikte. Aan de achterkant zit een camera van 5 megapixel met flitser, terwijl aan de voorkant zich een camera bevindt voor videobellen.

## Binnenkant
De smartphone maakt gebruik van het besturingssysteem Google Android 4.0.4, ook wel "Ice Cream Sandwich" genoemd. De telefoon beschikt over een 1,4GHz-singlecore-processor van Qualcomm. Het heeft een werkgeheugen van 768 MB en een opslaggeheugen van 4 GB, wat uitgebreid kan worden via een microSD-kaart. De telefoon heeft een 1650mAh-Li-ionbatterij.